# Karpa
Karpa, de son vrai nom RunFast, né le 29 septembre 1926 à Nules et mort le 12 septembre 2000 à Valence, est un scénariste et un dessinateur de bande dessinée espagnol.

## Œuvre

### Publications en français
- Akim, Aventures et Voyages, collection Mon journal

519. Le Dominateur, scénario de Diana Quinto, José Ramón Larraz et Roberto Renzi, dessins de Karpa, Antonio Deu, Augusto Pedrazza et Nadir Quinto, 1981
598. Bitors au palais dormant, scénario de Tom Tully et Roberto Renzi, dessins de Karpa, Cyril Price, Augusto Pedrazza et Mike Western, 1984
- Tipi, Aventures et Voyages, collection Mon journal

49. Cris dans la nuit, scénario de Giana Anguissola et Martina Guido, dessins de Karpa, Eric Bradbury et Lino Zuffi, 1979
- Yataca, Aventures et Voyages, collection Mon journal

152. Le Lac des crocodiles, scénario de Jean Ollivier, Karpa et G. Longhi, dessins de Ruggero Giovannini, Karpa et Santo D'Amico,198

### Publications en espagnol
Karpa a collaboré à plusieurs périodiques espagnols, essentiellement publiés par Editorial Valenciana :
- Jaimito (Editorial Valenciana - 1948) numéros 33, 1550 et 1562
- Cuentos y leyendas ejemplares (Editorial Valenciana - 1951) numéros 1, 7, 10, 13, 27, 37 et 39
- Juventud audaz (Editorial Valenciana - 1951) numéros 5 et 6
- S.O.S. (Editorial Valenciana - 1951) numéros 1, 2, 3, 5, 32, 36, 46, 54, 62 et 67
- Trampolín (Sección de Aspirantes de Acción Católica - 1951) numéros 6, 7, 9, 20, 21 et 26
- Pumby (Editorial Valenciana - 1955) numéros 1, 2, 3, 4, 5, 6, 7, 8, 9, 10, 12, 13, 15, 16, 17, 18, 19, 20, 21, 22, 23, 24, 25, 26, 27, 28, 29, 30, 31, 32, 33, 35, 36, 37, 38, 39, 40, 41, 42, 43, 44, 45, 46, 47, 48, 49, 50, 51, 52, 53, 54, 55, 132, 142, 280, 561, 681, 694, 726, 727, 728, 731, 735, 740, 741, 748, 778, 780, 937, 947, 949, 954, 955, 956, 960, 961, 967, 996, 997, 1003, 1077, 1080, 1105, 1141, 1142, 1159, 1165 et 1185
- Colección Comandos (Editorial Valenciana - 1957) numéros 39, 40, 41 et 42
- Selecciones de Jaimito (Editorial Valenciana - 1958) numéros 1, 10, 121, 124, 141 et 174
- Adaptación gráfica para la juventud (Editorial Valenciana - 1959) numéro 2
- Adaptaciones gráficas de cuentos clásicos (Editorial Valenciana - 1962) numéro 2
- Blancanieves y los enanitos del bosque (Editorial Valenciana - 1967) numéro 1
- Libros ilustrados Pumby (Editorial Valenciana - 1968) numéros 3, 5, 6, 7, 8, 9, 11, 15, 17, 18, 20, 23, 29, 30, 38 et 40
- Purk el hombre de piedra (Editorial Valenciana - 1975) numéro spécial 4
- Colosos del Cómic (Editorial Valenciana - 197) numéro 1
- Zipi y Zape (Editorial Bruguera - 1981) numéro 463
- Mini-album Pumby (Editorial Valenciana - 1983) numéro 4
- Cascabel (Editorial Valenciana)
- La Guerra de los Mundos (Editorial Valenciana)
- K CH T (Ediciones Saturno)